# Mercan'Tour Classic Alpes-Maritimes 2022
La 2.ª edición de la clásica ciclista Mercan'Tour Classic Alpes-Maritimes fue una carrera en Francia que se celebró el 31 de mayo de 2022 con inicio en la ciudad de Saint-Sauveur-sur-Tinée y final en alto en el Col de Valberg en la ciudad de Guillaumes sobre un recorrido de 167,9 kilómetros.
La carrera formó parte del UCI Europe Tour 2022, calendario ciclístico de los Circuitos Continentales UCI, dentro de la categoría 1.1 y fue ganada por el danés Jakob Fuglsang del Israel-Premier Tech. Completaron el podio, como segundo y tercer clasificado respectivamente, el canadiense Michael Woods, compañero de equipo del vencedor, y el francés David Gaudu del Groupama-FDJ.

## Equipos participantes
Tomaron parte en la carrera 17 equipos: 7 de categoría UCI WorldTeam, 4 de categoría UCI ProTeam y 6 de categoría Continental. Formaron así un pelotón de 113 ciclistas de los que acabaron 63. Los equipos participantes fueron:
| WorldTeams (7)- AG2R Citroën Team - Cofidis - Groupama-FDJ - Israel-Premier Tech - Intermarché-Wanty-Gobert Matériaux - Lotto-Soudal - Movistar Team ProTeams (4)- Arkéa-Samsic - B&B Hotels-KTM - Equipo Kern Pharma - TotalEnergies Equipos continentales (6)- China Glory Continental Cycling Team - Electro Hiper Europa-Caldas - Global 6 Cycling - Nice Métropole Côte d'Azur - Saint Michel-Auber 93 - UC Nantes Atlantique |
| |

## Clasificación final
- La clasificación finalizó de la siguiente forma:[3]

| \| Clasificación general \| Clasificación general \| Clasificación general \| Clasificación general \| Clasificación general \| \| Ciclista \| Ciclista \| Equipo \| Tiempo \| \| \| --------------------- \| --------------------- \| ---------------------------------- \| --------------------- \| --------------------- \| \| 1.º \| Jakob Fuglsang \| Israel-Premier Tech \| 4 h 50 min 34 s \| \| \| 2.º \| Michael Woods \| Israel-Premier Tech \| + 31 s \| \| \| 3.º \| David Gaudu \| Groupama-FDJ \| + 34 s \| \| \| 4.º \| Jesús Herrada \| Cofidis \| + 1 min 05 s \| \| \| 5.º \| Steff Cras \| Lotto-Soudal \| + 1 min 07 s \| \| \| 6.º \| Louis Meintjes \| Intermarché-Wanty-Gobert Matériaux \| + 1 min 46 s \| \| \| 7.º \| Matteo Jorgenson \| Movistar Team \| + 2 min 03 s \| \| \| 8.º \| Lenny Martinez \| Groupama-FDJ \| + 2 min 53 s \| \| \| 9.º \| Michel Ries \| Arkéa-Samsic \| + 3 min 15 s \| \| \| 10.º \| Sébastien Reichenbach \| Groupama-FDJ \| + 3 min 49 s \| \| |                       |                                    |                 |
| |                       |                                    |                 |
| Fuente: ProCyclingStats |                       |                                    |                 |
| Clasificación general |                       |                                    |                 |
| Ciclista | Ciclista              | Equipo                             | Tiempo          |
| 1.º | Jakob Fuglsang        | Israel-Premier Tech                | 4 h 50 min 34 s |
| 2.º | Michael Woods         | Israel-Premier Tech                | + 31 s          |
| 3.º | David Gaudu           | Groupama-FDJ                       | + 34 s          |
| 4.º | Jesús Herrada         | Cofidis                            | + 1 min 05 s    |
| 5.º | Steff Cras            | Lotto-Soudal                       | + 1 min 07 s    |
| 6.º | Louis Meintjes        | Intermarché-Wanty-Gobert Matériaux | + 1 min 46 s    |
| 7.º | Matteo Jorgenson      | Movistar Team                      | + 2 min 03 s    |
| 8.º | Lenny Martinez        | Groupama-FDJ                       | + 2 min 53 s    |
| 9.º | Michel Ries           | Arkéa-Samsic                       | + 3 min 15 s    |
| 10.º | Sébastien Reichenbach | Groupama-FDJ                       | + 3 min 49 s    |

## UCI World Ranking
Mercan'Tour Classic Alpes-Maritimes otorgó puntos para el UCI World Ranking para corredores de los equipos en las categorías UCI WorldTeam, UCI ProTeam y Continental. Las siguientes tablas son el baremo de puntuación y los 10 corredores que obtuvieron más puntos:
| Posición   | 1.º | 2.º | 3.º | 4.º | 5.º | 6.º | 7.º | 8.º | 9.º | 10.º | 11.º | 12.º | 13.º-15.º | 16.º-25.º |
| Puntuación | 125 | 85  | 70  | 60  | 50  | 40  | 35  | 30  | 25  | 20   | 15   | 10   | 5         | 3         |

| Clasificación |                       |                                    |        |
| Posición      | Ciclista              | Equipo                             | Puntos |
| ------------- | --------------------- | ---------------------------------- | ------ |
| 1.º           | Jakob Fuglsang        | Israel-Premier Tech                | 125    |
| 2.º           | Michael Woods         | Israel-Premier Tech                | 85     |
| 3.º           | David Gaudu           | Groupama-FDJ                       | 70     |
| 4.º           | Jesús Herrada         | Cofidis                            | 60     |
| 5.º           | Steff Cras            | Lotto Soudal                       | 50     |
| 6.º           | Louis Meintjes        | Intermarché-Wanty-Gobert Matériaux | 40     |
| 7.º           | Matteo Jorgenson      | Movistar                           | 35     |
| 8.º           | Lenny Martinez        | Groupama-FDJ                       | 30     |
| 9.º           | Michel Ries           | Arkéa Samsic                       | 25     |
| 10.º          | Sébastien Reichenbach | Groupama-FDJ                       | 20     |